# Transformacja gospodarcza
Transformacja gospodarcza – pojęcie o szerokim znaczeniu. Punktem wyjścia jest definicja transformacji systemowej M. Nasiłowskiego z 1995 roku: "przejście od gospodarki centralnie planowanej do gospodarki rynkowej obejmujące zmianę ustroju politycznego oraz tworzenie rynkowych warunków funkcjonowania wszystkich podmiotów gospodarczych, tj. przedsiębiorstw, jednostek budżetowych i gospodarstw domowych".
Transformacja systemowa składa się z transformacji ustrojowej i gospodarczej. Przy czym zmiany w zakresie gospodarczym to takie działania, których celem jest stworzenie dla podmiotów gospodarczych, rynkowych warunków funkcjonowania wykraczających poza sferę postaw ludzkich i wynikających z nich zachowań.
Transformacja gospodarcza jako kategoria teorii systemów ekonomicznych
Transformacja gospodarcza rozpatrywana w tym kierunku obejmować będzie nowe procesy rozwojowe gospodarki, zapoczątkowane przez formalną zmianę ustroju politycznego. Dzięki czemu powstanie nowy system gospodarczy. Transformacja gospodarcza musi się więc ukazać w dwóch obszarach jakimi są:
- zmiana struktury własnościowej gospodarki – poprzez prywatyzację przedsiębiorstw państwowych
- zmiana sposobu regulowania gospodarki (likwidacja biurokracji).

Transformacja gospodarcza jako element polityki gospodarczej
Jeśli rozpatrywać będziemy transformację gospodarczą jako element polityki gospodarczej to będziemy mówili o tym, jaka powinna być ta transformacja, wskazując na cele gospodarcze.